# Alberto Meda

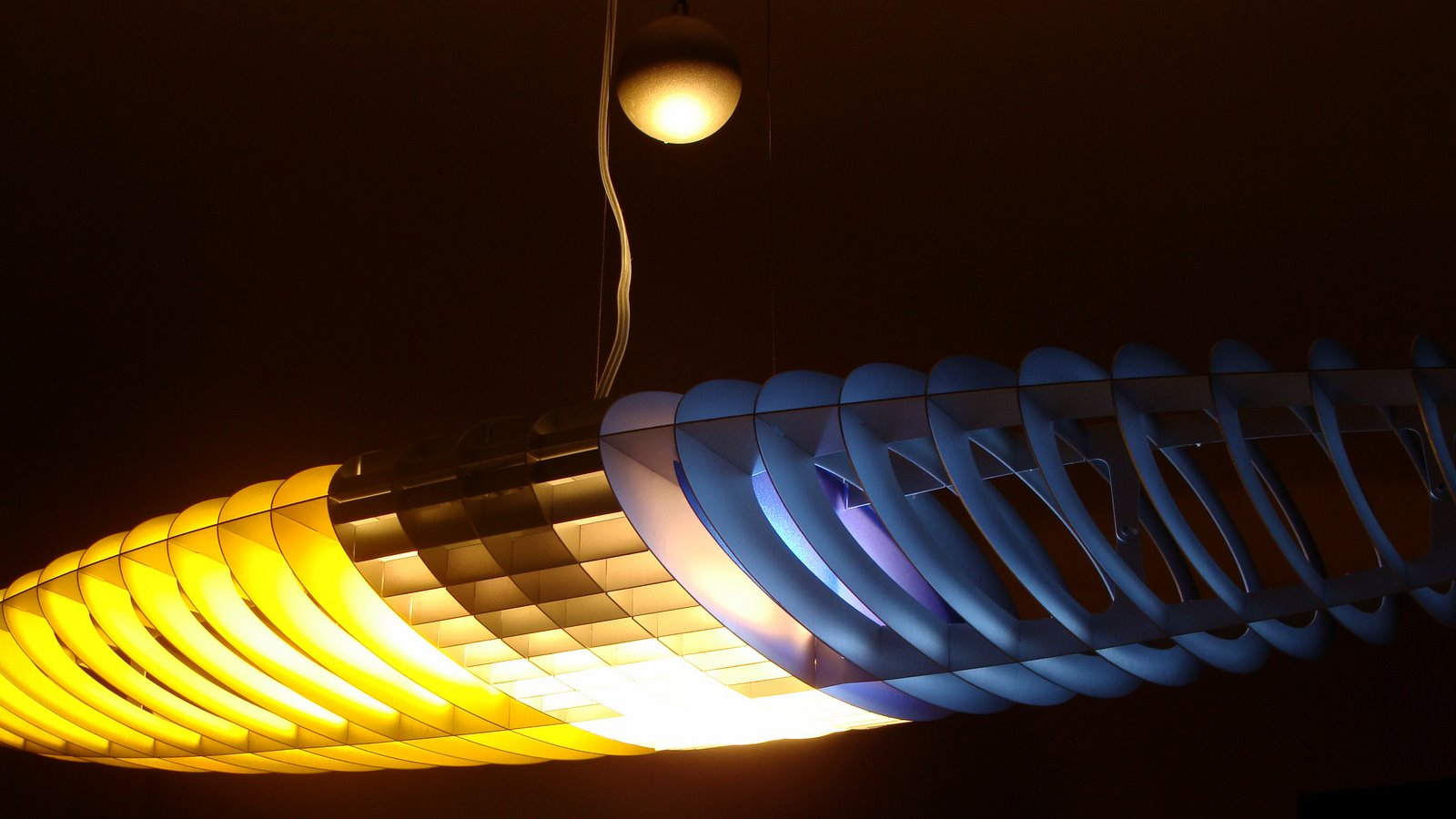
Lampe «Titania» von Alberto Meda (1989)

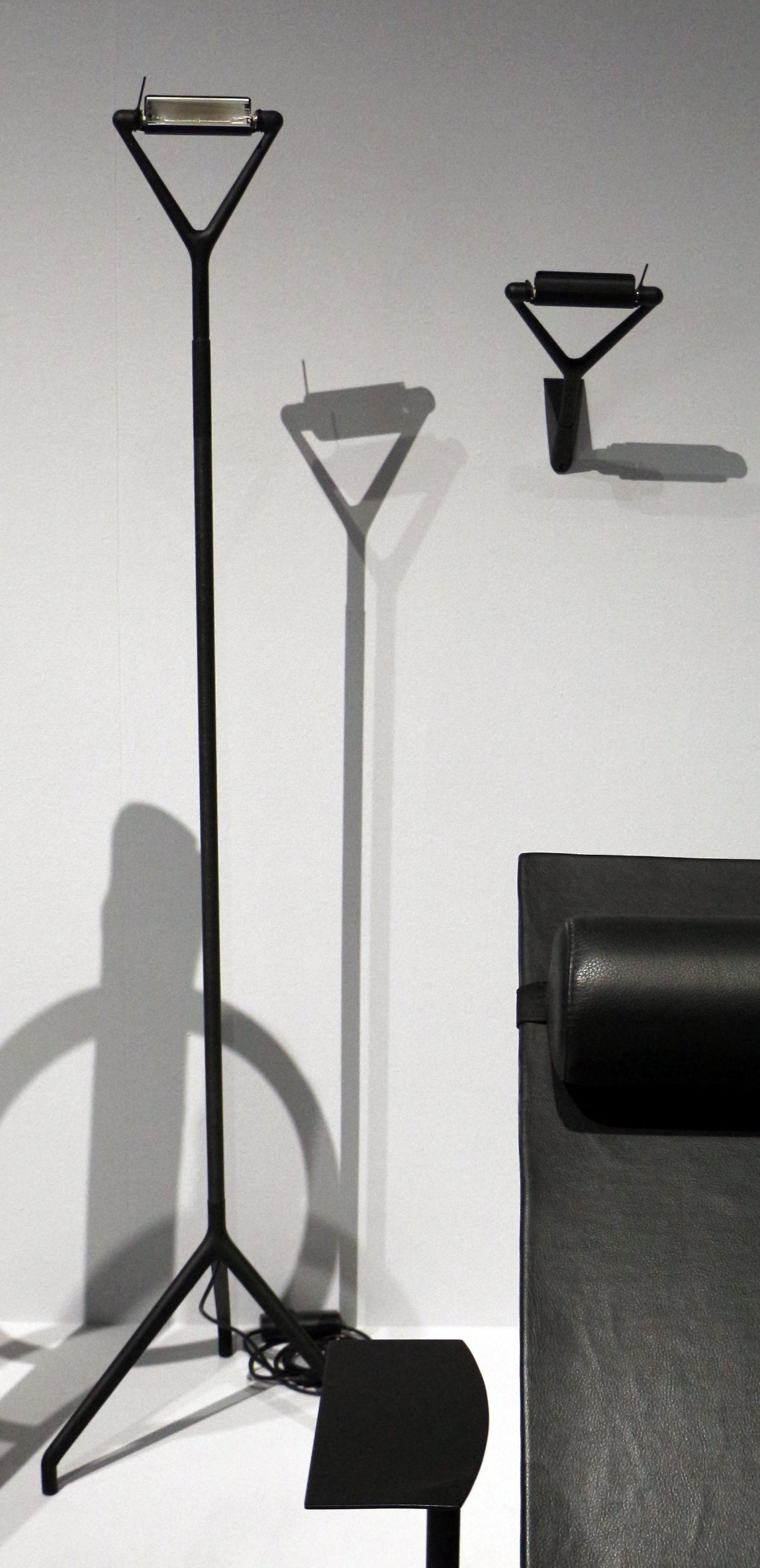
Lampe «Lola Parete» von Alberto Meda und Paolo Rizzato (Luceplan; 1987), im Musée National d’Art Moderne, Paris

Alberto Meda (* 28. März 1945 in Lenno Tremezzina) ist ein italienischer Industriedesigner.

## Werdegang
1969 beendete er sein Maschinenbaustudium am Polytechnikum in Mailand und war von 1973 bis 1979 bei dem Unternehmen Kartell als technischer Direktor angestellt.
Dann machte Meda sich in Mailand als Designer selbständig und arbeitete unter anderem für Alessi, Alfa Romeo, Brevetti Gaggia, Ideal Standard, Vitra, Luceplan sowie Philips. Von 1983 bis 1987 war er als Dozent für Industrietechnik an der Domus Academy in Mailand tätig. Von 1995 bis 1997 war er Mitglied im Vorstand des Design-Labors Bremerhaven.
Seit 2003 hält er Vorlesungen und lehrt an der Universität für Architektur in Venedig (IUAV: Istituto Universitario di Architettura di Venezia).

## Auswahl an Werken
- 1986 Berenice (Arbeits-/Schreibtischleuchte)
- 1987 Lola Parete Wandleuchte für Luceplan
- 1989 Titania (Hängeleuchte) für Luceplan
- 1997 Meda chair (Bürostuhl)

## Auszeichnungen
Meda bekam über die Jahre viele Auszeichnungen (Auswahl):
- 1992 Design Plus Award für die Titania-Lampe für Luceplan
- 1999 Createur de l’année, Paris
- 2000–2001 Designpreis der Bundesrepublik Deutschland für den Meda-Sessel (Vitra)